# Ivry-sur-Seine
Ivry-sur-Seine là một xã trong vùng đô thị Paris, thuộc tỉnh Val-de-Marne, vùng hành chính Île-de-France của nước Pháp, có dân số là 56400 người (thời điểm 2004). Tỷ lệ phần trăm
số người Pháp gốc Việt trong thành phố là một trong những lớn nhất ở Pháp.

## Giáo dục
- Institut polytechnique des sciences avancées

## Các thành phố kết nghĩa
- Brandenburg an der Havel, Đức
- Wear Valley District, Vương quốc Anh

## Những người con của thành phố
- Pierre Contant d'Ivry (1698-1777), kiến trúc sư
- Maurice Thorez, người Cộng sản
- Jean Renaudie, kiến trúc sư
- Paul Boccara, nhà kinh tế học, sử gia
- Nicolas Appert (1749-1841)